# Звёздные войны: Дроиды
«Звёздные войны: Дроиды (англ. Star Wars: Droids) — анимационный сериал 1985 года по вселенной «Звёздных войн», созданный компанией Nelvana под патронажем Lucasfilm.

## Сюжет
Из сериала зритель узнает о приключениях дроидов C-3PO и R2-D2 задолго до того как они встретились с Люком Скайуокером.

## Список серий
Режиссёром всех серий, кроме финального специального эпизода, является Кен Стефенсон.
Режиссёром финального специального эпизода является Клайв Смит.
Помеченные курсивом серии не были переведены на русский язык.
| №  | Название                    | Дата выхода | Сценарист(ы)               | Сюжет                      | Примечания |
| -- | --------------------------- | ----------- | -------------------------- | -------------------------- | --- |
| 1  | Белая ведьма                | 07.09.1985  | Питер Содер                | Питер Содер                | Эти серии образуют арку "Битва против Сисе Фромм"                                                                          |
| 2  | Убежать в ужасе             | 14.09.1985  | Питер Содер                | Питер Содер                | Эти серии образуют арку "Битва против Сисе Фромм"                                                                          |
| 3  | Тригон на свободе           | 21.09.1985  | Ричард Бебан и Питер Содер | Ричард Бебан и Питер Содер | Эти серии образуют арку "Битва против Сисе Фромм"                                                                          |
| 4  | Гонка до финиша             | 28.09.1985  | Питер Содер и Стивен Райт  | Питер Содер и Стивен Райт  | Эти серии образуют арку "Битва против Сисе Фромм"                                                                          |
| 5  | Потерянный принц            | 05.10.1985  | Питер Содер                | Питер Содер                | Эти серии образуют арку "Пираты и принц" 5-8 серии были смонтированы в одноимённую компиляцию                              |
| 6  | Новый король                | 12.10.1985  | Питер Содер                | Питер Содер                | Эти серии образуют арку "Пираты и принц" 5-8 серии были смонтированы в одноимённую компиляцию                              |
| 7  | Пираты Тарноонга            | 19.10.1985  | Питер Содер                | Питер Содер                | Эти серии образуют арку "Пираты и принц" 5-8 серии были смонтированы в одноимённую компиляцию                              |
| 8  | Месть Кайбо Рена            | 26.10.1985  | Питер Содер                | Питер Содер                | Эти серии образуют арку "Пираты и принц" 5-8 серии были смонтированы в одноимённую компиляцию                              |
| 9  | Коби и охотники за звёздами | 02.11.1985  | Джо Джонстон и Питер Содер | Джо Джонстон и Питер Содер | Эти серии образуют арку "Пираты и принц" 5-8 серии были смонтированы в одноимённую компиляцию                              |
| 10 | Хвост комет Рунн            | 09.11.1985  | Майкл Ривз                 | Бен Бёртт                  | Эти серии образуют арку "Неизведанное пространство", которая была смонтирована в компиляцию "Сокровище затерянной планеты" |
| 11 | Игры Рунн                   | 16.11.1985  | Гордон Кент и Питер Содер  | Бен Бёртт                  | Эти серии образуют арку "Неизведанное пространство", которая была смонтирована в компиляцию "Сокровище затерянной планеты" |
| 12 | Через Рунное море           | 23.11.1985  | Шэрман Дивоно              | Бен Бёртт                  | Эти серии образуют арку "Неизведанное пространство", которая была смонтирована в компиляцию "Сокровище затерянной планеты" |
| 13 | Ледяная цитадель            | 30.11.1985  | Пол Дини                   | Бен Бёртт                  | Эти серии образуют арку "Неизведанное пространство", которая была смонтирована в компиляцию "Сокровище затерянной планеты" |
| С  | Великий Хип                 | 07.06.1986  | Бен Бёртт                  | Бен Бёртт                  | Приквел к предыдущей арке                                                                                                  |